# Бахла (город)
Бахла (араб. بهلاء‎) — один из древнейших королевских городов Омана.
Город расположен в регионе Эд-Дахилия около 180 км южнее столицы Маскат на подножье гор Джабаль аль-Ахдар. Он окружён городской стеной из глиняных кирпичей, высотой в 5 м и длиной 12 км.
С XII по XVII век Бахла была столицей династии Набхани.